# Wings at the Speed of Sound
| 전문가 평가                    | 전문가 평가 |
| 평가 점수                      | 평가 점수   |
| 출처                           | 점수        |
| ------------------------------ | ----------- |
| AllMusic                       | [ 1 ]       |
| Classic Rock                   | 7/10        |
| The Essential Rock Discography | 4/10        |
| MusicHound Rock                | 2/5         |
| PopMatters                     | [ 5 ]       |
| Q                              | [ 6 ]       |
| Record Collector               | [ 7 ]       |
| The Rolling Stone Album Guide  | [ 8 ]       |
| The Village Voice              | B–          |

《Wings at the Speed of Sound》는 1976년 3월 25일, 이전 음반 《Venus and Mars》의 후속 음반으로 발매된 영국과 미국의 록 밴드 윙스의 다섯 번째 스튜디오 음반이다. 밴드의 인기가 최고조에 달했을 때 발행된 이 음반은 미국 음반 차트 1위에 올랐고 영국 음반 차트 2위에 정점을 찍었다. 이 음반의 두 싱글 모두 영국과 미국 싱글 차트 상위 5위에 올랐으며, 〈Silly Love Songs〉은 미국에서 1위에 올랐다.
이 음반은 윙스의 Wings Over the World Tour에서 크게 성공을 거둔 가운데 녹음되어 발매되었으며, 음반의 수록곡들이 발매 후 투어에서 공연되었다. 이어 1976년 12월 발매된 라이브 음반 《Wings over America》에 〈Let 'Em In〉, 〈Time to Hide〉, 〈Silly Love Songs〉, 〈Beware My Love〉 등의 공연이 수록됐다. 2010년 CD 버전 이후 이 음반은 2014년 오디오 음질을 더욱 개선하여 다시 발매되었다.
윙스가 폴 매카트니의 차량일 뿐이라고 믿었던 비평가들에 대한 반응으로, 이 음반에는 적어도 한 곡의 노래에 리드 보컬을 맡은 밴드의 모든 멤버가 참여했으며, 이 음반에 수록된 두 곡은 매카트니 이외의 밴드 멤버들이 작사/작곡 또는 공동 작사/작곡한다.

## 녹음
이 음반은 애비 로드 스튜디오에서 두 개의 다른 세션으로 녹음되었는데, 1975년 8월/9월과 10월에 첫 세션이 열렸고, 1976년 1~2월에 작업이 재개되었다. 폴은 〈Must Do Something About It〉을 재생하는 동안 드러머 조 잉글리시가 이 노래를 부르는 것을 듣고 리드 보컬을 맡기로 결정했다. 〈Cook of the House〉에서는 매카트니가 더블베이스를 처리했고, 〈Silly Love Songs〉는 알 그린의 〈Sha La La〉와 비슷한 방식으로 디스코 스타일로 편곡됐다.

## 곡 목록
모든 곡들은 특별한 언급이 없는 한 폴 매카트니와 린다 매카트니에 의해 작사/작곡하였다.
| #  | 제목                         | 작사·작곡                | 리드 보컬                  | 재생 시간 |
| -- | ---------------------------- | ------------------------ | -------------------------- | --------- |
| 1. | 〈Let 'Em In〉               |                          | P. 매카트니                | 5:10      |
| 2. | 〈The Note You Never Wrote〉 |                          | 데니 레인                  | 4:21      |
| 3. | 〈She's My Baby〉            |                          | P. 매카트니                | 3:08      |
| 4. | 〈Beware My Love〉           |                          | P. 매카트니, 린다 매카트니 | 6:28      |
| 5. | 〈Wino Junko〉               | 지미 맥컬로치, 콜린 앨런 | 맥컬로치                   | 5:21      |

| #   | 제목                           | 작사·작곡 | 리드 보컬                      | 재생 시간 |
| --- | ------------------------------ | --------- | ------------------------------ | --------- |
| 6.  | 〈Silly Love Songs〉           |           | P. 매카트니, L. 매카트니, 레인 | 5:54      |
| 7.  | 〈Cook of the House〉          |           | L. 매카트니                    | 2:39      |
| 8.  | 〈Time to Hide〉               | 레인      | 레인                           | 4:32      |
| 9.  | 〈Must Do Something About It〉 |           | 조 잉글리시                    | 3:43      |
| 10. | 〈San Ferry Anne〉             |           | P. 매카트니                    | 2:07      |
| 11. | 〈Warm and Beautiful〉         |           | P. 매카트니                    | 3:13      |

## 인증
| 국가                       | 인증     | 판매량/출하량 |
| -------------------------- | -------- | ------------- |
| 프랑스 (SNEP)              | 골드     | 343,900       |
| 일본 (오리콘 차트)         | —        | 79,000        |
| 영국 (BPI)                 | 골드     | 100,000^      |
| 미국 (RIAA)                | 플래티넘 | 1,000,000^    |
| ^출하량을 기반으로 한 인증 |          |               |